# من تو را می‌بینم (فیلم ۲۰۱۹)
من تو را می‌بینم (به انگلیسی: I See You) یک فیلم هیجان‌انگیز آمریکایی در سال ۲۰۱۹ است که به نویسندگی دوون گرای و کارگردانی آدام رندال تهیه شده‌است و توسط مت والدک و با بازی هلن هانت ساخته شده‌است.

## خلاصه داستان
داستان فیلم پس از ناپدید شدن پسر بچه‌ای در شهری کوچک شروع می‌شود و وقایع عجیبی که برای زندگی کارگاه و خانواده اش پیش می‌آید…

## عوامل
- هلن هانت، در نقش جکی هارپر
- جان تننی، در نقش گرگ هارپر
- جودا لوئیس، در نقش کانر هارپر
- اوون تاگ، در نقش آلک
- لیب بارر، در نقش میندی
- گریگوری آلن ویلیامز، در نقش اسپیتسکی
- اریکا الکساندر، در نقش ستوان موریا دیویس
- آلیسون کینگ، در نقش افسر گریس کالب
- آدام کرن، در نقش تعمیرکار پنجره
- سام ترامل، در نقش تاد
- جرمی گلادن، در نقش تامی براون

## تولید
فیلمبرداری در مهٔ ۲۰۱۸ در کلیولند و لاکودود، اوهایو صورت گرفت.